# 学校法人光の村学園
学校法人光の村学園（ひかりのむらがくえん）は、高知県土佐市に本部を置く学校法人。

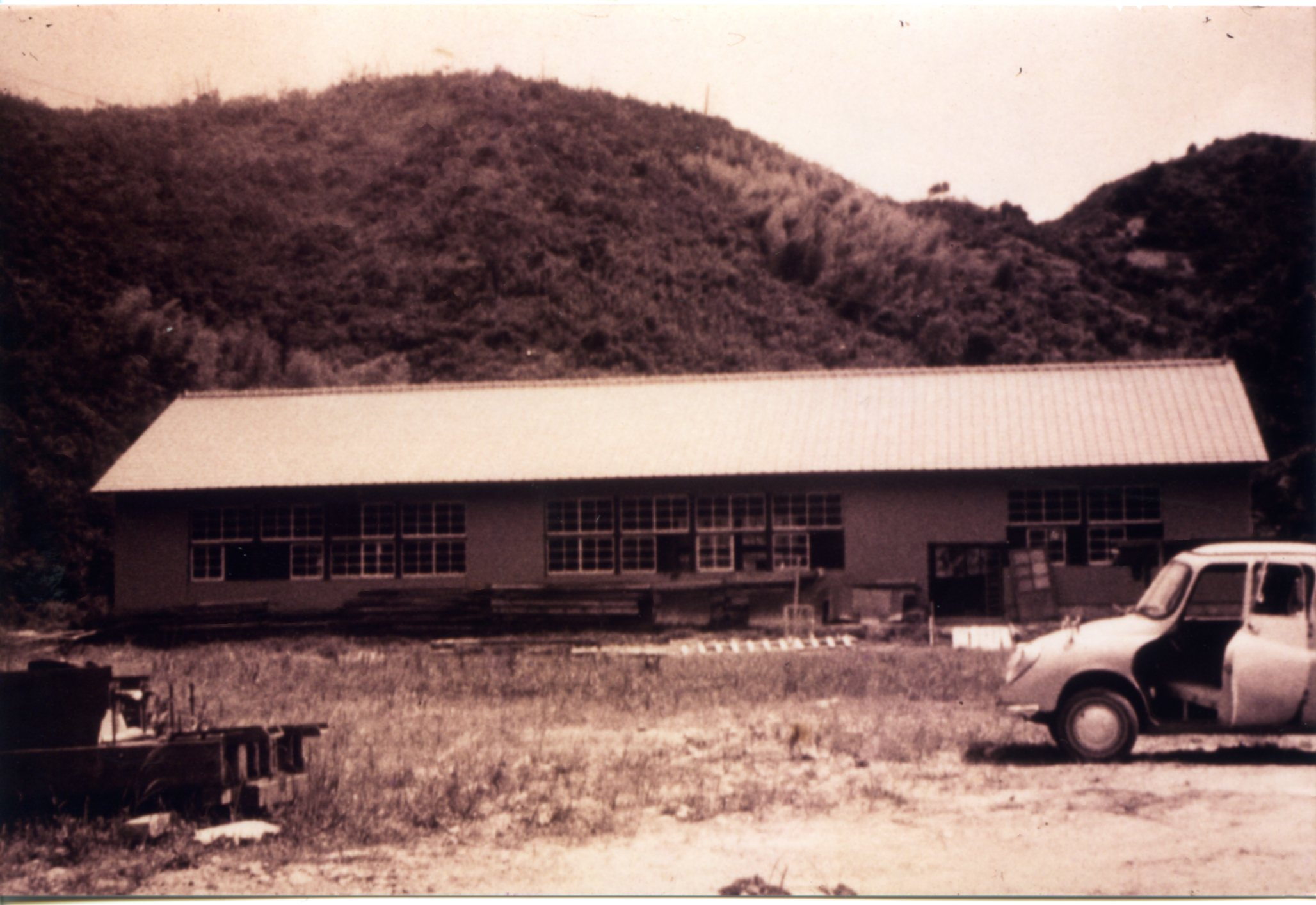
私立の養護学校を作るとは担当役所より「狂気の沙汰」と言われた。この建物から光の村養護学校は発展していった。

## 概要
現在、私立特別支援学校2校を運営している。法人本部は高知県土佐市新居2829番地に置かれている。障害者の自立を目指した全寮制で生活指導と職業訓練を中心とし、高等部3年生の卒業旅行では２校合同で全日本トライアスロン宮古島大会と同様のコースを使用して宮古島でトライアスロンを行い、入学時から心と体を鍛えて完走を目指す。(全寮制特別支援学校)

## 沿革
- 1966年　光の村職業補導所を私立学校に切り替える計画を立て、先ず寮を知的障害児施設に切り替える。光の村学園と称する。
- 1968年　土佐市新居に新校舎（231㎡) と寮舎を建築する。
- 1969年　学校法人光の村養護学校・光の村養護学校として開校（高等部本科３年・別科２年)・定員80名でスタートする。
- 1986年　埼玉県に養護学校を新設する。光の村養護学校秩父自然学園と称し、中学部８名でスタートする。土佐市の学校を光の村養護学校土佐自然学園と改称する。学校法人光の村養護学校から学校法人光の村学園とする。
- 1989年　光の村養護学校秩父自然学園に高等部を開設する。
- 2008年  光の村養護学校秩父自然学園 専攻科を開設。
- 2009年  光の村養護学校秩父自然学園 8月1日より旧大滝村立光岩小学校に校舎移転

## 建学の精神
- 「障害者も健常者と同様に無限の可能性を持っている」

## 設置校
- 光の村土佐自然学園（高知県土佐市）中学部　高等部　専攻科2年制　学校寄宿舎付属　全寮制特別支援学校
- 光の村秩父自然学園（埼玉県秩父市）中学部　高等部　専攻科2年制　学校寄宿舎付属　全寮制特別支援学校

## 関連施設
社会福祉法人光の村